# Mýtikas (ort i Grekland, Epirus, Nomós Ártas)
Mýtikas är en ort i Grekland.   Den ligger i prefekturen Nomós Ártas och regionen Epirus, i den centrala delen av landet, 270 km väster om huvudstaden Aten. Mýtikas ligger 5 meter över havet och antalet invånare är 286.
Terrängen runt Mýtikas är huvudsakligen platt, men åt nordost är den kuperad. Runt Mýtikas är det ganska glesbefolkat, med 39 invånare per kvadratkilometer. Närmaste större samhälle är Arta, 10,9 km norr om Mýtikas. Trakten runt Mýtikas består till största delen av jordbruksmark.